# Kamaldeen Sulemana
Kamaldeen Sulemana (ur. 15 lutego 2002 w Techiman) – ghański piłkarz, występujący na pozycji napastnika w angielskim klubie Southampton oraz w reprezentacji Ghany. Uczestnik Mistrzostw Świata 2022 oraz Pucharu Narodów Afryki 2021.
Wychowanek Right to Dream Academy, w trakcie swojej kariery grał także w FC Nordsjælland czy Stade Rennais.